# Ken Lerner
Ken Lerner (Brooklyn (New York), 27 mei 1948), geboren als Kenneth Lerner, is een Amerikaanse acteur.

## Biografie
Lerner is geboren en getogen in de borough Brooklyn van New York, en heeft zijn opleiding genoten op het Brooklyn College. Nadat hij zijn diploma gehaald had is hij verhuisd naar Hollywood en is daar meteen begonnen met acteren, een van zijn eerste successen haalde hij met de televisieserie Happy Days (1974-1983).
Terwijl hij werkte als acteur werd hij gevraagd door Roy London om acteerlessen te geven. Hij heeft dit gedaan tot de dood van Roy London in 1993. Hij heeft nu een eigen acteerschool The Ken Lerner Studio in Los Angeles. filmproducenten, filmregisseurs en agenten worden gevraagd door Lerner om op deze school seminars te geven aan de studenten.
Lerner heeft ook opgetreden in het theater zoals in het Pasadena Playhouse en in het Falcon Theater en op andere locaties in Los Angeles en New York.
Lerner is een broer van Michael en vader van Sam.
Lerner begon in 1977 met acteren met de televisieserie Hot Tomorrows. Hierna heeft hij in nog meer dan 150 televisieseries en films gespeeld zoals Happy Days (1974-1983), Beverly Hills, 90210 (1995), Buffy the Vampire Slayer (1997), Chicago Hope (1994-1999) en NYPD Blue (1995-2005).

## Filmografie

### Films
Selectie:
- 2003: National Security – als advocaat van Hank
- 1998: Godzilla – als leraar
- 1990: Robocop 2 – als Delaney
- 1990: The Exorcist III – als Dr. Freedman
- 1989: The Fabulous Baker Boys – als Ray
- 1987: The Running Man – als agent
- 1984: Irreconcilable Differences – als dokter
- 1980: Any Which Way You Can – als Tony Paoli Jr.
- 1977: Grand Theft Auto – als Eagle 1

### Televisieseries
Uitgezonderd eenmalige gastrollen.
- 2017 - 2023: The Goldbergs - als Lou Schwartz - 29 afl.
- 2020 - 2021: Gravesend - als Abraham - 5 afl.
- 2018: The Neighborhood - als Abraham - 2 afl.
- 2014 - 2017: Days of our Lives - als rechter Damon Thorpe - 4 afl.
- 2017: Feud - als Marty - 2 afl.
- 2016: Silicon Valley - als Arthur - 2 afl.
- 2011: In Plain Sight - als Hal Alpert - 3 afl.
- 2009: Desperate Housewives – als dr. Bernstein – 2 afl.
- 1994 – 1999: Chicago Hope – als Jonathan Saunders – 7 afl.
- 1997: Buffy the Vampire Slayer – als rector Bob Flutie – 4 afl.
- 1995: Beverly Hills, 90210 – als Jerry Korman – 3 afl.
- 1988 – 1994: L.A. Law – als Peter Duble – 2 afl.
- 1984 – 1987: Hill Street Blues – als Robert Silver – 2 afl.
- 1974 – 1983: Happy Days – als Rocco Baruffi / Frankie – 12 afl.

- Virtual International Authority File: 7713154260578924480006